# Новица Телебак
Новица Телебак је пјесник из Херцеговине. Рођен је августа 1957. године у Зеленици - Бијело Поље, код Мостара. Живи и ради у Требињу.

## Биографија
До почетка рата 1992. године живио је у Бијелом Пољу, а радио у Мостару. Потом је двије године провео на невесињско - мостарском ратишту, гдје је тешко рањен. Лијечио се непуне четири године у Београду и Аранђеловцу. Послије лијечења доселио се у Требиње. Уредник је издавачке дјелатности у Књижевној заједници "Јован Дучић" из Требиња и предсједник је СПКД "Просвјета" у Требињу. Ради у Народној библиотеци Требиње. Ожењен је, отац троје дјеце.

## Књижевни рад
Објавио је књиге поезије "Туга се боји ријечи", "И јасике", "Вилин кланац", "Исповијест ситне чељади", "Каменица", "Пожар ума", "Свијећа за Патријарха Павла", "Сапето небо", "Е, моја Херцеговино". Аутор је и приређивач књиге о Алекси Шантићу "О боре стари". Заступљен је зајденичким књигама: "Ужарено злато", "Изаткане нити", Када се дјеца нису играла рата", "Чувари звијезда", "Чекајући повратак Дучићев". Заступљен је и у више антологија: "Херцеговачки вијенац", "Кад срце засветлуца" и "Из века в век".
Књиге су му превођене на руски и румунски, а поезија на француски, њемачки, италијански и ромски.
За поезију је добијао награде: "Мокрањчева награда", "Песнички крчак", "Дучићева лира", "Друштво писаца Русије". Пише и објављује прозу. 
Члан је Удружења књижевника Републике Српске.